# Święty Franciszek na puszczy (obraz Giovanniego Belliniego)
Święty Franciszek na puszczy (wł. San Francesco nel deserto) – obraz włoskiego malarza epoki renesansu Giovanniego Belliniego z ok. 1480, znajdujący się w nowojorskiej Frick Collection.
Dzieło jest największym obrazem renesansowym znajdującym się w nowojorskich kolekcjach muzealnych.

## Tematyka
Biografowie Franciszka z Asyżu uwypuklają kontemplacyjny aspekt jego życia. Święty miał w zwyczaju udawanie się do miejsc ustronnych, w lasach lub w ostępach górskich dolin, by oddawać się modlitwie. Ubogie eremy, nierzadko zakładane spontanicznie, były czymś naturalnym u zarania ruchu franciszkańskiego. Przebywając w odosobnieniu w La Vernie w prowincji Arezzo w 1224, Biedaczyna miał otrzymać stygmaty. Obraz jest sygnowany.  W lewym dolnym rogu dzieła namalowana została karteczka z napisem: IOANNES BELLINVS.

## Opis
Jeżeli obraz przedstawia scenę stygmatyzacji Franciszka z Asyżu, jak sugerują autorzy muzealnej karty informacyjnej opisującej dzieło Belliniego, malarz zignorował dotychczasowe kanoniczne elementy, pojawiające się od czasów Giotta i zgodne z hagiografią Asyżanina. Przede wszystkim brak uskrzydlonego Serafina niosącego Ukrzyżowanego, którego rany odciśnięte zostały na ciele świętego. Jedynie dwa elementy wydają się nawiązywać do kanonicznego przedstawienia wydarzeń z La Verny, mianowicie delikatne zarysowanie stygmatów na dłoniach oraz ekstatyczna poza. Nie należy słowa deserto we włoskim tytule dzieła tłumaczyć jako pustynia, ale raczej jako odosobnienie lub dobrze znaną, np. z nazwy weneckiego franciszkańskiego eremu – Święty Franciszek na Puszczy – puszczę, miejsce opustoszałe. Bellini przedstawił św. Franciszka w pobliżu skalnego eremu. Za świętym spostrzegamy wejście do groty, liche zadaszenie z gałęzi oraz pulpit z zamkniętą księgą i ludzką czaszką. Sandały, które leżą obok pulpitu, sugerować mogą skojarzenie z biblijną sceną z Księgi Wyjścia, w której Mojżesz poproszony został o ich zdjęcie, by nie skalać ziemi spotkania z objawiającym się Bogiem. Chociaż natura zdaje się ignorować objawienie się Boga, o faktycznym jego zaistnieniu świadczy blask bijący z lewej strony, który powoduje wyraźny cień padający za postacią Franciszka. Trzy czwarte tła wypełniają jasne barwy skał. Malarz z wielką pieczołowitością przedstawił rośliny, zwierzęta i widoczne w oddali zabudowania. Przedstawione w otoczeniu Biedaczyny rośliny i zwierzęta symbolizują cechy życia w wierze: żuraw – szczęście i nieśmiertelność, osioł – skromność i pokorę, zając – walkę z pożądliwościami, stado owiec – Kościół, krzew figowy wraz z latoroślą – pokój i bezpieczeństwo.

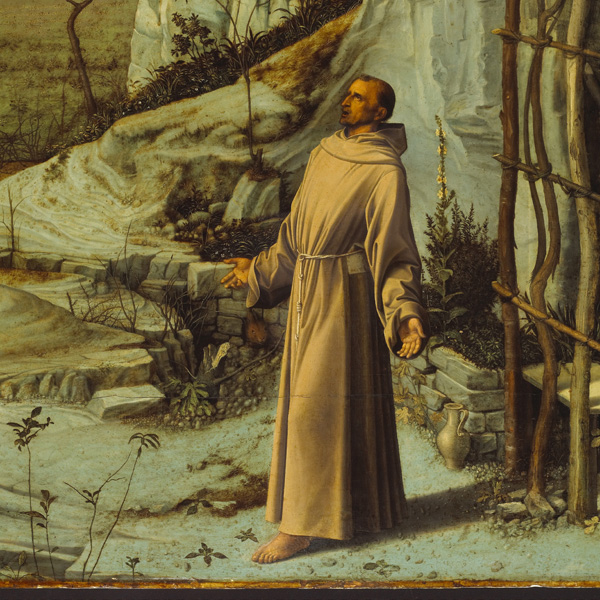
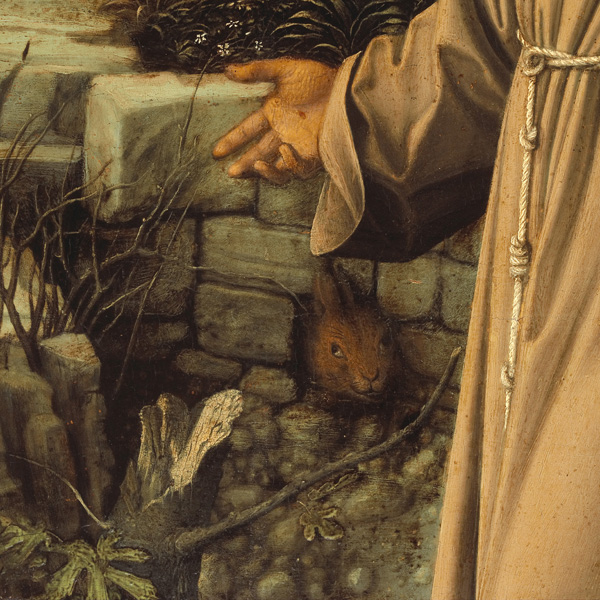
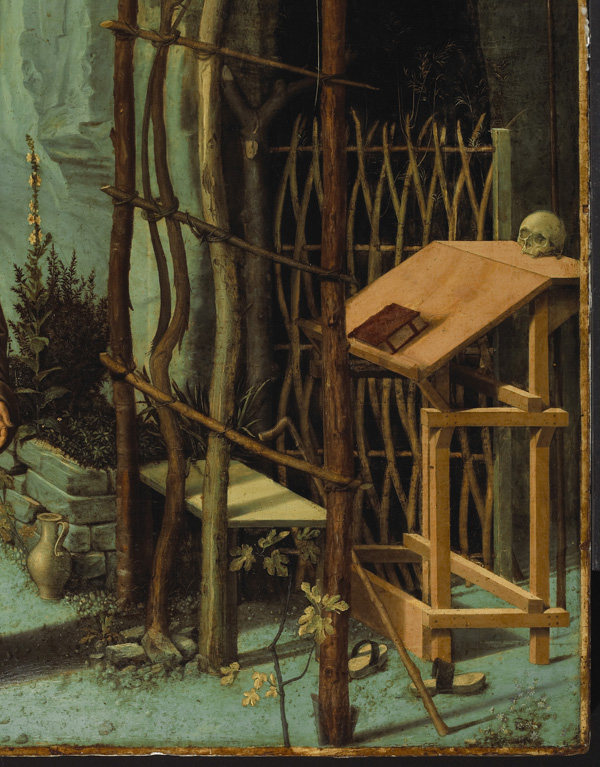
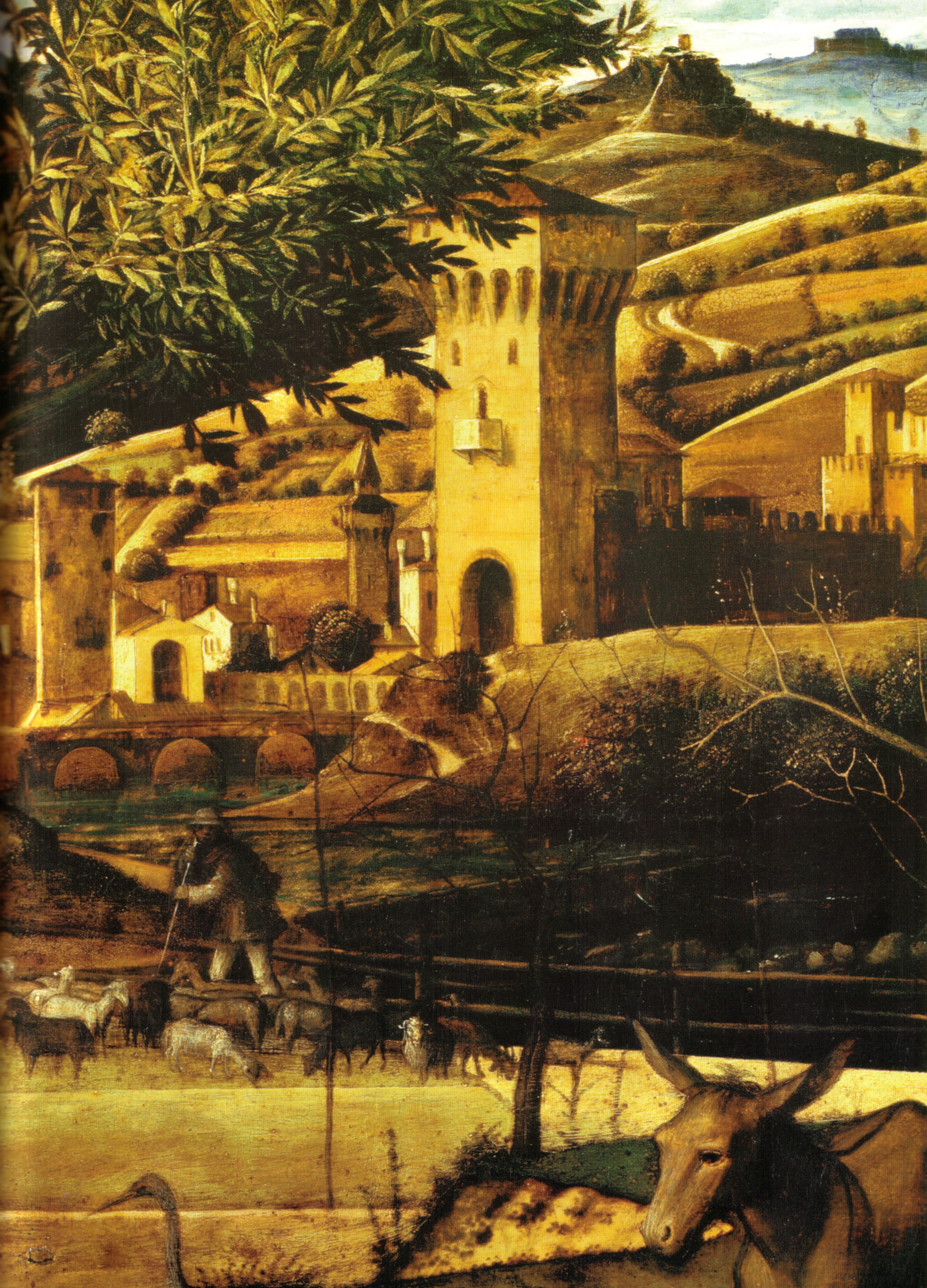